# موردوتشفيل (كيبك)
موردوتشفيل (بالإنجليزية: Murdochville, Quebec)‏ هي بلدية محلية في كيبيك تقع في كندا في La Côte-de-Gaspé Regional County Municipality. يقدر عدد سكانها بـ 764 نسمة ومساحتها 63.80 كم2 وترتفع عن سطح البحر 535 متر.

## المناخ
يظهر الجدول التالي التغييرات المناخية على مدار السنة لموردوتشفيل:
| البيانات المناخية لـموردوتشفيل    | البيانات المناخية لـموردوتشفيل | البيانات المناخية لـموردوتشفيل | البيانات المناخية لـموردوتشفيل | البيانات المناخية لـموردوتشفيل | البيانات المناخية لـموردوتشفيل | البيانات المناخية لـموردوتشفيل | البيانات المناخية لـموردوتشفيل | البيانات المناخية لـموردوتشفيل | البيانات المناخية لـموردوتشفيل | البيانات المناخية لـموردوتشفيل | البيانات المناخية لـموردوتشفيل | البيانات المناخية لـموردوتشفيل | البيانات المناخية لـموردوتشفيل |
| الشهر                             | يناير                          | فبراير                         | مارس                           | أبريل                          | مايو                           | يونيو                          | يوليو                          | أغسطس                          | سبتمبر                         | أكتوبر                         | نوفمبر                         | ديسمبر                         | المعدل السنوي                  |
| --------------------------------- | ------------------------------ | ------------------------------ | ------------------------------ | ------------------------------ | ------------------------------ | ------------------------------ | ------------------------------ | ------------------------------ | ------------------------------ | ------------------------------ | ------------------------------ | ------------------------------ | ------------------------------ |
| الدرجة القصوى °م (°ف)             | 8.5 (47.3)                     | 15.6 (60.1)                    | 16.7 (62.1)                    | 23.5 (74.3)                    | 29.4 (84.9)                    | 33.0 (91.4)                    | 33.5 (92.3)                    | 32.8 (91.0)                    | 28.9 (84.0)                    | 24.0 (75.2)                    | 20.0 (68.0)                    | 10.6 (51.1)                    | 33.5 (92.3)                    |
| متوسط درجة الحرارة الكبرى °م (°ف) | −9.1 (15.6)                    | −7.9 (17.8)                    | −1.7 (28.9)                    | 5.2 (41.4)                     | 12.5 (54.5)                    | 18.2 (64.8)                    | 21.0 (69.8)                    | 20.2 (68.4)                    | 14.3 (57.7)                    | 7.3 (45.1)                     | 0.5 (32.9)                     | −5.9 (21.4)                    | 6.2 (43.2)                     |
| المتوسط اليومي °م (°ف)            | −13.8 (7.2)                    | −12.7 (9.1)                    | −6.3 (20.7)                    | 0.8 (33.4)                     | 7.5 (45.5)                     | 13.1 (55.6)                    | 16.2 (61.2)                    | 15.6 (60.1)                    | 10.2 (50.4)                    | 3.9 (39.0)                     | −2.8 (27.0)                    | −9.7 (14.5)                    | 1.8 (35.3)                     |
| متوسط درجة الحرارة الصغرى °م (°ف) | −18.4 (−1.1)                   | −17.3 (0.9)                    | −11.0 (12.2)                   | −3.6 (25.5)                    | 2.4 (36.3)                     | 7.9 (46.2)                     | 11.4 (52.5)                    | 10.9 (51.6)                    | 6.0 (42.8)                     | 0.5 (32.9)                     | −6.0 (21.2)                    | −13.5 (7.7)                    | −2.6 (27.4)                    |
| أدنى درجة حرارة °م (°ف)           | −36.1 (−33.0)                  | −36.7 (−34.1)                  | −29.0 (−20.2)                  | −22.2 (−8.0)                   | −12.8 (9.0)                    | −3.9 (25.0)                    | 1.5 (34.7)                     | −1.7 (28.9)                    | −6.1 (21.0)                    | −15.0 (5.0)                    | −21.0 (−5.8)                   | −30.5 (−22.9)                  | −36.7 (−34.1)                  |
| الهطول مم (إنش)                   | 101 (4.0)                      | 73 (2.9)                       | 102 (4.0)                      | 80 (3.1)                       | 64 (2.5)                       | 87 (3.4)                       | 111 (4.4)                      | 96 (3.8)                       | 79 (3.1)                       | 87 (3.4)                       | 111 (4.4)                      | 127 (5.0)                      | 1٬118 (44)                     |
| متوسط تساقط الثلوج سم (إنش)       | 91.1 (35.9)                    | 68.5 (27.0)                    | 91.4 (36.0)                    | 56.7 (22.3)                    | 10.6 (4.2)                     | 0.3 (0.1)                      | 0.0 (0.0)                      | 0.1 (0.0)                      | 0.5 (0.2)                      | 23.4 (9.2)                     | 77.3 (30.4)                    | 111.5 (43.9)                   | 531.4 (209.2)                  |
| متوسط أيام هطول الأمطار           | 14.8                           | 12.8                           | 13.9                           | 12.4                           | 12.3                           | 13.7                           | 15.0                           | 13.0                           | 13.5                           | 13.6                           | 17.4                           | 17.2                           | 169.6                          |
| متوسط الأيام الممطرة              | 1.3                            | 0.6                            | 1.9                            | 4.7                            | 10.7                           | 13.7                           | 15.0                           | 13.0                           | 13.3                           | 10.0                           | 5.2                            | 2.0                            | 91.4                           |
| متوسط الأيام المثلجة              | 14.2                           | 12.5                           | 12.6                           | 8.3                            | 2.2                            | 0.1                            | 0.0                            | 0.0                            | 0.3                            | 4.8                            | 13.2                           | 16.2                           | 84.4                           |
| المصدر:                           |                                |                                |                                |                                |                                |                                |                                |                                |                                |                                |                                |                                |                                |

## أعلام
- ماركو بيرتيلوت